# Вторгнення інопланетян

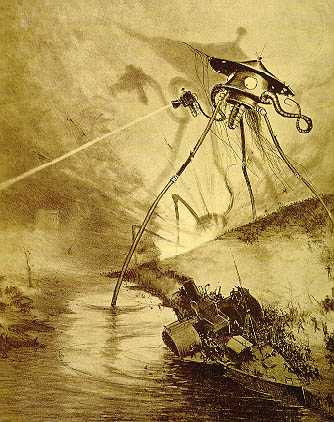
Прибульці з Марса вторгаються на Землю у «Війні світів» Герберта Веллса, ілюстрація Енріке Альвіма Корреа (1906)

Іншопланетне вторгнення або вторгнення іншопланетян — поширена тема в науково-фантастичних книгах та фільмах, в яких позаземні форми життя вторгаються на Землю, щоб винищити та витіснити людську цивілізацію, поневолити її, забрати людей на їжу, викрасти ресурси планети або знищити планету взагалі. Її можна розглядати як піджанр науково-фантастичної літератури, що набув поширення завдяки фундаментальному роману Герберта Веллса «Війна світів» про вторгнення інопланетян, і є різновидом наукової фантастики про «перший контакт».
Експерти вважають перспективи реального вторгнення інопланетян на Землю вкрай малоймовірними через величезні витрати часу і ресурсів.

## Опис
У 1898 році Веллс опублікував роман «Війна світів», в якому описав вторгнення марсіан, оснащених найсучаснішою зброєю, у вікторіанську Англію. Зараз цей твір вважається основоположним у піджанрі вторгнення іншопланетян. Втім, існували й раніше опубліковані історії про інопланетян та інопланетне вторгнення, наприклад, роман австралійського священнослужителя Роберта Поттера «The Germ Growers» 1892 року, в якому описується таємне вторгнення прибульців, які приймають людську подобу, намагаються розробити смертельну хворобу та захопити світ. Роман Поттера не набув широкого резонансу.
Після успіху публікації Веллса за ним у цьому піджанрі послідувало багато відомих письменників-фантастів, зокрема Айзек Азімов, Артур Кларк, Кліффорд Д. Сімак, а також Роберт Гайнлайн, що написав «Лялькарі» у 1951 році.

## Варіації

### Інфільтрація прибульців
У сценарії проникнення загарбники, як правило, приймають людську форму і можуть вільно просуватися по людському суспільству, аж до захоплення командних посад. Метою цього може бути або захоплення всього світу шляхом інфільтрації («Викрадачі тіл»), або як просунутих розвідників, призначених для якогось роду підготовки Землі до повномасштабного вторгнення справжньої армії прибульців («Перша Хвиля»). Цей тип вторгнення втілював поширені страхи американської громадськості під час Холодної війни, зокрема страх перед проникненням комуністичних агентів. Теорія змови про рептилоїдів стверджує, що таємне інопланетне проникнення вже відбувається.

### Корисне вторгнення інопланетян

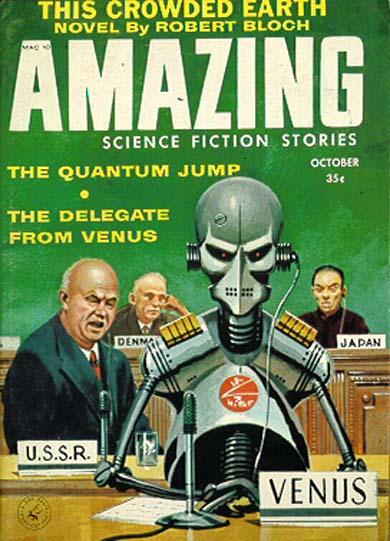
В оповіданні «Делегат з Венери» 1958 року інопланетний робот попереджає, що Земля буде знищена, якщо її люди не навчаться жити в мирі

У таких історіях загарбники, у так званому стилі «тягаря сірих/зелених чоловічків», колонізують планету, намагаючись поширити свою культуру та «цивілізувати» корінних «варварських» мешканців планети, або ж таємно спостерігають за землянами та допомагають їм, рятуючи їх від самих себе.
Перша тема має багато спільних рис із фантастикою ворожої окупації, але загарбники, як правило, розглядають окуповані народи як учнів або рівних собі, а не як підданих і рабів. Остання тема таємного спостерігача є радше патерналістською. У цій фантастиці інопланетяни втручаються у справи людей, щоб запобігти їхньому самознищенню, як Клаату і Горт у фільмі «День, коли Земля зупинилась» (1951), попереджаючи лідерів Землі відмовитися від войовничого способу життя і приєднатися до інших космічних цивілізацій, інакше вони знищать себе самі або будуть знищені їхнім міжзоряним союзом.
Іншими прикладами вигідного інопланетного вторгнення є телефільм Джина Родденберрі «Нотатки шукача» (1974) та його епізод «Зоряного шляху» «Assignment: Earth» (1968), «Кінець дитинства» Артура Кларка (1953), роман (пізніше аніме) «Crest of the Stars», фільм «Прибуття» (2016) та книги Дейвіда Бріна про Всесвіт Піднесення.

### Вторгнення людей
Подібний троп змальовує людей у ролі «іншопланетних» загарбників, де люди є тими, хто вторгається або нападає на позаземні форми життя. Прикладами є оповідання Фредріка Брауна «Sentry» (1954) (в якому «прибульці» в кінці виявляються людьми), відеогра «Phantasy Star II» (1989), «Марсіанські хроніки» Рея Бредбері (1950), Імперіум Людства у всесвіті Warhammer 40,000, «Вторгнення з Землі» Роберта Сілвеберга (1958), «Гра Ендера» Орсона Скотта Карда (1985), а також фільми «Досягти Терри» (2007), «Планета 51» (2009) і «Аватар» (2009). 

## У культурі
Деякі інші твори, присвячені вторгненню іншопланетян:

### Книги
- «День триффідів» (1951)
- «Кракен прокидається» (1953)
- «Зоряний десант» (1959)
- «Штам „Андромеда“» (1969)
- «Зоряний приплив» (1983)
- «Хода» (1985)
- «Ковадло Бога» (1987)
- «Сталевий пляж» (1992)
- «Ловець снів» (2001)

### Фільми
- «Вони живуть» (1988)
- «День незалежності» (1996)
- «Знаки» (2002)
- «Глобальне вторгнення: Битва Лос-Анджелес» (2011)
- «П'ята хвиля» (2016)
- «Тихе місце» (2018)

### Відеоігри
- Space Invaders
- XCOM: Enemy Unknown (1993)
- StarCraft (серія) (1998)
- Half-Life (серія) (1998)
- Halo (серія) (2001)
- Destroy All Humans! (серія) (2005)
- Resistance: Fall of Man (2006)
- Crysis (серія) (2007)
- Destiny (серія) (2014)
- Xenonauts (2014)